# 颠三倒四、七上八下
颠三倒四、七上八下，一种适合多人的酒令游戏，多见于酒吧助兴。

## 玩法
人数由两人及两人以上，开始的人说数字1，下一人说数字2，第三人则说数字4（因为颠三倒四的游戏规则），第四人说数字3（游戏规则），下一人说数字5，第六人说数字6，到第七人时不可说话，只能向上伸出手指（因为七上八下的游戏规则），第八人也不可说话，只能向下伸出手指（游戏规则），第九人不可说话也不可伸手，只能随机向一位游戏参与者眨眼睛，被眨眼示意的游戏参与者可随意从以上九步开始（例如：说出数字3），下一位游戏参与者则要说数字5（游戏规则），如果说错成数字4，就输了这局要罚酒。
输掉的人重新说数字1，并且只能说数字1（游戏规则），以此让游戏继续下去。
说错数字的顺序、用错数字的手势、接上一位游戏参与者的口令超过1秒都视为输局要罚酒。（游戏可顺时针传接口令也可逆时针）。